# James Hill
James Hill (født 3. september 1980, i Langley, Canada) er en canadisk ukulelespiller.

## Liv
Han startede med at spille ukulele, som 9-årig, da skolerne havde ukuleleundervisning som en obligatorisk del af undervisningen. Han fortsatte i Langley Ukulele Ensemble, dirigeret af Peter Luongo.

## Diskografi
- 2002 – Playing it like it isn't.
- 2003 – On the Other Hand.
- 2005 – Fantasy for 'Ukulele (kun udgivet i Japan)
- 2005 – A Flying Leap.